# Ołeksandr Sydorenko
Ołeksandr Ołeksandrowycz Sydorenko (ukr. Олександр Олександрович Сидоренко; ur. 27 maja 1960 w Mariupolu, zm. 20 lutego 2022 tamże) – ukraiński pływak, który reprezentował ZSRR. Mistrz olimpijski, mistrz świata i Europy specjalizujący się w stylu zmiennym, były rekordzista świata.

## Kariera pływacka
W 1977 roku podczas Mistrzostwa Europy w Pływaniu 1977 w szwedzkim Jönköping zdobył brązowy medal na dystansie 200 m stylem zmiennym.
Rok później, na mistrzostwach ZSRR ustanowił w tej konkurencji nowy rekord świata (2:05,24). W finale mistrzostw świata wywalczył na tym dystansie brąz.
W 1980 roku podczas igrzysk olimpijskich w Moskwie zwyciężył na 400 m stylem zmiennym i czasem 4:22,89 poprawił rekord olimpijski.
Na dystansie 200 m stylem zmiennym triumfował kolejno na mistrzostwach Europy (1981) i mistrzostwach świata (1982).
Podczas uniwersjady w Edmonton w 1983 roku zdobył srebrny medal w konkurencji 200 m stylem zmiennym, przegrywając jedynie z Kanadyjczykiem Alexem Baumannem.

## Życie prywatne
W 1982 roku poślubił rosyjską grzbiecistkę Olenę Krugłową. Zmarł na COVID-19.